# Togo Renan Soares
Togo Renan Soares, plus connu sous le nom de Kanela (né le 22 mai 1906 à João Pessoa, dans l'État de la Paraíba au Brésil ; mort le 12 décembre 1992 à Rio de Janeiro, au Brésil) est un entraîneur brésilien de basket-ball.

## Biographie
Togo Renan Soares est l'entraîneur de l'équipe du Brésil de 1951 à 1971. Il mène la sélection brésilienne à deux titres de champion du monde, en 1959 (en battant l'USSR en finale) et en 1963 (en battant les États-Unis en finale). Kanela remporte en outre deux médailles d'argent lors des championnats du monde 1954 et 1970 et deux médailles de bronze lors des Jeux olympiques 1960 et du championnat du monde 1967.
L'équipe du Brésil gagne également une médaille d'argent lors des Jeux panaméricains de 1963 et deux médailles de bronze en 1951 et 1959 et cinq titres de champion d'Amérique du Sud en 1958, 1960, 1961, 1963 et 1971.
Kanela entraîne également l'équipe du Flamengo Basketball de 1948 à 1973, la menant à douze titres de champions de la ligue de Rio de Janeiro, dont dix consécutifs entre 1951 et 1960. Il est intronisé au FIBA Hall of Fame en 2007.